# عاشقی ۲
عاشقی ۲ (انگلیسی: Aashiqui 2) یک فیلم درام و رمانتیک که در سال ۲۰۱۳ منتشر شد.

## خلاصه داستان
راهول که یک خواننده معروف و پر آوازه است، به دلیل اعتیادش به الکل کم‌کم شهرتش را از دست می‌دهد و گوشه‌گیر می‌شود ولی بعد از مدتی تصمیم می‌گیرد تا یک خواننده سطح پایین را به یک ستاره درخشان در دنیای موسیقی تبدیل کند …
ودر نهایت به خاطرعلاقه فراوانش به دخترتصمیم به خودکشی می‌گیرد…

## بازیگران

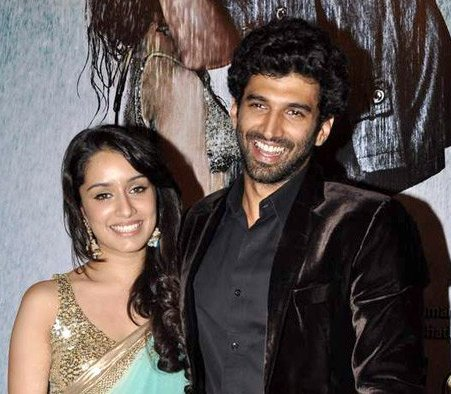
آدیتیا روی کاپور و شردا کاپور در نمایش فیلم

- آدیتیا روی کاپور - راهول جایکار
- شردا کاپور - آروهی
- شاد راندهاوا - ویوک
- ماهش خاکور - سایگال
- ماهش فت - پدر راهول